# Mónica Ramos Toro
Mónica Ramos Toro (Madrid, 1967) es una antropóloga feminista española, especializada en envejecimiento y género.

## Biografía
Mónica Ramos nació en Madrid en 1967. Estudió Antropología Social y Psicología Social en la Universidad Autónoma de Madrid, y obtuvo una beca para continuar sus estudios en esta materia en la Universidad René Descartes de la Sorbona de París. Se doctoró con la tesis Mujeres mayores: Estudio sobre sus necesidades, contribuciones al desarrollo y participación social, un trabajo premiado en 2016 con el Premio de Investigación en Estudios de Género del Grupo 9 de Universidades (G 9) en la categoría de Mejor Tesis Doctoral.
Amplió estudios de postgrado en Gerontología, Investigación Social, Comunicación y Habilidades Sociales para la Intervención con grupos, y en Políticas y Estudios de Género. Compaginó sus estudios con su trabajo en un gabinete de investigación social y la docencia en la Universidad Antonio de Nebrija de Madrid.
En 1999 creó junto con un socio el Instituto de formación en Gerontología y Servicios Sociales (INGESS). Desde entonces compagina la docencia con la investigación, promocionando el envejecimiento activo, sobre todo el femenino. Sus publicaciones tratan fundamentalmente sobre el envejecer de las mujeres, malos tratos en personas mayores y violencia de género porque no es lo mismo envejecer siendo hombre que siendo mujer, como señala la gerontóloga Ramos Toro.
Entre 2011 y 2018 asumió la dirección de proyectos del Instituto Superior de Industrias Culturales y Creativas, InSICC.  Desde 2018 hasta 2022 fue profesora asociada en la Universidad Complutense de Madrid en el Departamento de Antropología Social y Psicología Social. Desde septiembre de 2022 es Coordinadora Técnica de UNATE. La Universidad Permanente y de la Fundación Patronato Europeo de Mayores (PEM) en Santander.
Publicó Envejecer siendo mujer, dificultades, oportunidades y retos donde redefine la idea de edad como un concepto construido socioculturalmente.

## Premios y reconocimientos
- 2016 Premio de Investigación en Estudios de Género del Grupo 9 de Universidades (G 9) en la categoría de Mejor Tesis Doctoral.[2]